# عكبر بافاري
عكبر بافاري (الاسم العلمي: Microtus bavaricus) (بالإنجليزية: Bavarian Pine Vole)‏ هو نوع من الثدييات يتبع جنس العكبر من الفصيلة القدادية.